# Autophila corsicana
Autophila corsicana är en fjärilsart som beskrevs av Karl Schawerda 1931. Autophila corsicana ingår i släktet Autophila och familjen nattflyn. Inga underarter finns listade i Catalogue of Life.